# Contea di Sheyang
La contea di Sheyang (射阳县S, Shèyáng XiànP) è una contea della Cina, situata nella provincia di Jiangsu e amministrata dalla prefettura di Yancheng.